# Сардарбеков, Элдияр Сардарбекович
Элдияр Сардарбеков (5 апреля 1995) — киргизский футболист, крайний полузащитник.

## Биография

### Клубная карьера
Воспитанник клуба «Абдыш-Ата» (Кант). В заявку основной команды «Абдыш-Аты» впервые был включён летом 2012 года, также выступал в первой лиге Кыргызстана за фарм-клубы кантской команды — «Наше Пиво» и «Живое Пиво». В 2015 году вернулся в основной состав «Абдыш-Аты», в том же сезоне стал обладателем Кубка Кыргызстана. 17 сентября 2016 года забил свой первый гол за команду — в ворота «Алги» (1:2). В составе «Абдыш-Аты» становился бронзовым (2015) и серебряным (2017) призёром чемпионата Кыргызстана.
Летом 2018 года перешёл в ошский «Алай». В том же сезоне стал серебряным призёром чемпионата Кыргызстана и финалистом Кубка страны.

### Карьера в сборной
Выступал за сборные Кыргызстана младших возрастов. В 2015 году в составе молодёжной сборной сыграл 2 матча на Кубке Содружества. В составе олимпийской сборной принимал участие в Азиатских играх 2018 года, сыграл 3 матча.